# Posicionamiento en buscadores
El posicionamiento en buscadores, optimización en motores de búsqueda o SEO (del inglés search engine optimization) es un conjunto de acciones orientadas a mejorar el posicionamiento de un sitio web en la lista de resultados de Google, Bing, u otros buscadores de internet. El SEO trabaja aspectos técnicos como la optimización de la estructura y los metadatos de una web, pero también se aplica a nivel de contenidos, con el objetivo de volverlos más útiles y relevantes para los usuarios.

## Historia
La optimización para motores de búsqueda (SEO) ha sido una práctica clave desde los primeros días de internet. A mediados de la década de 1990, cuando los motores de búsqueda empezaron a catalogar el incipiente mundo online, los administradores de páginas web y proveedores de contenido empezaron a optimizar sitios web para estos motores. Inicialmente, motores de búsqueda como Yahoo! permitían la inclusión manual de sitios web que solicitaban su indexación. El término 'SEO' en sí, aunque se utilizaba en las prácticas desde los inicios de los motores de búsqueda, no se popularizó hasta más adelante. Se cree que el término 'SEO' fue usado por primera vez alrededor de 1997 por el buscador 'Ask'. A lo largo de la década de 2000, con el crecimiento del marketing digital, 'SEO' se convirtió en una palabra comúnmente usada, reflejando su importancia en la optimización de sitios web para mejorar su visibilidad en los resultados de búsqueda.
Al comienzo, todo lo que los administradores de páginas web tenían que hacer era enviar la dirección de una página web, o URL, a los diferentes motores, los cuales enviarían una araña web o rastreador web para inspeccionar ese sitio, extraer los vínculos hacia otras páginas que tenía esa web y devolver la información recogida para ser indexada. El proceso involucra a un araña web perteneciente al motor de búsqueda, que descarga una página y la almacena en los servidores de la empresa, donde un segundo programa, conocido como indexador, extrae información sobre la página. Entre ella, las palabras que contiene y dónde están localizadas, la relevancia de palabras específicas y todos los vínculos que contiene la página, los cuales se almacenan para ser rastreados posteriormente por la araña web.
Los dueños de sitios web comenzaron a reconocer el valor de tener sus páginas  bien posicionadas y visibles para los motores de búsqueda, lo que creó una oportunidad para los usuarios de técnicas SEO de sombrero blanco y sombrero negro (white hat y black hat). De acuerdo con los análisis del experto Danny Sullivan, el término optimización de motores de búsqueda comenzó a usarse en agosto 1997, por John Audette y su compañía, Multimedia Marketing Group, documentado en una página del sitio web de la compañía.
Las primeras versiones de los algoritmos de búsqueda se basaban en la información proporcionada por los administradores de las páginas web, como las palabras clave de las metaetiquetas, o ficheros indexados en motores como ALIWEB. Las metaetiquetas ofrecen una guía para el contenido de cada página. Usar metadatos para indexar una página fue un método no demasiado preciso, ya que las palabras provistas por el administrador de sitio web en las metaetiquetas podía ser una representación no precisa del contenido real de la página web. Unos datos imprecisos, incompletos e inconsistentes en las metaetiquetas podían causar, y causaron, que ciertas páginas se posicionaran muy alto para búsquedas irrelevantes. Los proveedores de contenido web también manipulaban una serie de atributos en el código fuente HTML de sus páginas en un intento de posicionarlas bien en los motores de búsqueda. Otros sitios, como Altavista, admitían pagos por aparecer en los primeros lugares o daban más importancia a los sitios más antiguos.
Debido a la importancia de factores como la densidad de palabras clave, la cual dependía totalmente del administrador de la página web, los primeros motores de búsqueda sufrieron el abuso y la manipulación de las clasificaciones. Para proveer de mejores resultados para sus usuarios, los motores de búsqueda tenían que adaptarse para asegurar que sus páginas de resultados mostraran las búsquedas más relevantes en vez de páginas no relacionadas, llenas de palabras clave por administradores de páginas web sin escrúpulos. Contando con que el éxito y popularidad de un motor de búsqueda están condicionados por su capacidad de producir los resultados más relevantes para cualquier búsqueda, permitir que los resultados fueran falsos haría que los usuarios optaran por otros motores de búsqueda. Los motores de búsqueda respondieron desarrollando algoritmos de clasificación más complejos para clasificar sitios web, tomando en cuenta factores adicionales para que fueran más difíciles de manipular por los administradores web.
Los estudiantes graduados en la Universidad de Stanford, Larry Page y Sergey Brin, desarrollaron Backrub, un motor de búsqueda que se basaba en un algoritmo matemático que puntuaba la relevancia de páginas web. PageRank fue el nombre del número calculado por el algoritmo, una función que cuenta con la cantidad y fuerza de vínculos entrantes. PageRank estima la posibilidad de que una página web sea vista por un usuario web que navega aleatoriamente por la web, y sigue vínculos de una página a otra. Realmente, esto significa que algunos vínculos son más fuertes que otros, por lo que una página con PageRank más alto tiene más posibilidad de ser visitada por un usuario aleatorio.
Page y Brin fundaron Google en 1998. Google atrajo a seguidores fieles entre el creciente número de usuarios de Internet, a los cuales les gustó su diseño sencillo, motivado por el hecho de que los fundadores no sabían HTML y se limitaron a colocar un cuadro de búsqueda y el logotipo de la empresa.
Se consideraron factores externos a la página (PageRank y análisis de vínculos) a la par que factores internos (frecuencia de palabra clave, etiquetas meta, cabeceras, vínculos y estructura del sitio web, velocidad de carga de la página), para permitir a Google evitar el tipo de manipulación vista en motores de búsqueda que solo consideraban factores internos de la página para las clasificaciones.

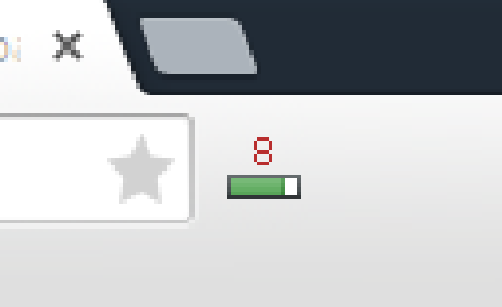
Ejemplo de PageRank Toolbar mostrando PR8

En el año 2000 Google lanzó la Google Toolbar, una barra de herramientas que entre otras cosas mostraba la métrica pública del PageRank. El PageRank de la barra de Google va de 0 a 10, siendo 10 el máximo, una valoración alcanzada por muy pocas webs. El PageRank público se fue actualizando periódicamente hasta diciembre de 2013, cuando tuvo lugar la última actualización hasta la fecha.
Aunque el PageRank era más difícil de manipular, los administradores de páginas webs ya habían desarrollado herramientas de creación de vínculos y planes para influenciar el motor de búsqueda Inktomi, y estos métodos también fueron eficaces para manipular el PageRank. Mucho sitios se centraron en intercambiar, comprar y vender vínculos, a menudo a gran escala. Algunos de estos sistemas, o granjas de vínculos, incluían la creación de miles de sitios con el único propósito de crear vínculos basura (técnicas de linkbuilding).
En 2004, los motores de búsqueda habían incorporado un amplio número de factores sin publicar en sus algoritmos de clasificación para reducir el impacto de la manipulación de vínculos. En junio de 2007, Hansell, del New York Times, declaró que los motores de búsqueda estaban usando más de 200 factores. Los principales motores de búsqueda, Google, Bing y Yahoo, no publican los algoritmos que usan para posicionar páginas web. Algunos posicionadores o SEO han estudiado distintas maneras de tratar la optimización de los motores de búsqueda, y han compartido sus opiniones. Patentes relacionadas con los motores de búsqueda pueden proveer información para entender mejor a los motores de búsqueda.
En 2005, Google comenzó a personalizar los resultados de búsqueda para cada usuario, dependiendo de su historial en búsquedas previas, Google ofrecía resultados personalizados para usuarios registrados. En 2008, Bruce Clay dijo “el posicionamiento está muerto” debido a la búsqueda personalizada. Opinaba que resultaría irrelevante discutir como un sitio web se posiciona, puesto que su posición variaría en función de cada usuario, de cada búsqueda.
En 2005, Google también anunció una campaña en contra de la compra de enlaces con el fin de mejorar posiciones en el buscador y sugirió un nuevo atributo a añadir a estos enlaces comerciales, era rel="nofollow" (ejemplo de uso <a href="https://otrodominio.com Archivado el 13 de febrero de 2019 en Wayback Machine." rel="nofollow">Visita esta web</a>). El atributo "nofollow" ofrece a los webmasters un modo de indicar a los motores de búsqueda "No seguir los enlaces de esta página" o "No seguir este enlace concreto"
En 2007 Matt Cutts afirmó que el uso de este atributo en los enlaces internos de una web también sería válido y efectivo para evitar transmitir PageRank hacia páginas internas de la propia web. El resultado fue que hubo un uso generalizado de este atributo en los enlaces internos de los sites para alterar la distribución interna del PageRank. 
Dado la generalización de esta técnica por parte de los webmasters, en 2009 Google publicó que había tomado medidas para cambiar la manera en que valora y contabiliza estos enlaces nofollow a la hora de repartir el PageRank, y que ahora sí se tendrían en cuenta a la hora de distribuir PageRank, aunque no traspasase valor a la url de destino si se diluía el PageRank entre estos enlaces. Con esto intentaba no fomentar que  se usara este atributo nofollow con el único fin de modificar la distribución del PageRank a través de los enlaces internos de una web. 
Para poder seguir evitando la distribución de PageRank entre urls poco de una web, algunos SEOs y webmasters desarrollaron distintas técnicas alternativas que cambian los enlaces nofollow, que antes era válido, por otras etiquetas HTML (como < span > o < div >) que Google no contabiliza como enlaces, pero que para los usuarios se comportan de la misma manera que un enlace. Para ello se hace uso de Javascript y ofuscado la url con una codificación en Base64, permitiendo controlar de esta manera la distribución de PageRank sin tener que usar el "polémico" atributo nofollow.
En diciembre de 2009, Google anunció que usaría el historial de búsqueda de todos los usuarios para elaborar los resultados de búsqueda.
Google Instant, búsqueda en tiempo real, fue introducido a finales de 2010 en un intento de hacer los resultados de búsqueda más relevantes y recientes. Históricamente, administradores de web han gastado meses o incluso años en optimizar un sitio web para mejorar su posicionamiento. Con el aumento en popularidad de las redes sociales y blogs, los principales motores hicieron cambios en sus algoritmos para permitir contenido fresco y posicionar rápidamente en los resultados de búsqueda.
En febrero de 2011, Google anunció la actualización "Panda", la cual penaliza sitios web que contengan contenido duplicado de otros sitios y fuentes. Históricamente las páginas web han copiado contenido de otras beneficiándose en la clasificación de los motores de búsqueda aplicando esta técnica, sin embargo, Google implementó un nuevo sistema en el que penaliza a las páginas web cuyo contenido no es único.
En abril del 2012, Google anunció la actualización "Penguin" cuyo objetivo era penalizar a aquellos sitios que usaban técnicas manipuladoras para mejorar sus rankings. (Spam SEO o Spam Web).
En septiembre de 2013, Google anunció la actualización "Colibrí", un cambio en el algoritmo diseñado para mejorar el procesamiento del lenguaje natural de Google y la comprensión semántica de páginas web. (eficiencia del HTML5).

## Posicionamiento natural u orgánico
El posicionamiento natural u orgánico es el que consigue una web de forma espontánea, sin que medie una campaña publicitaria. Se basa en la indización o indexación que realizan unas aplicaciones denominadas arañas web para los motores de búsqueda. En esta indización, las arañas web recorren las páginas web y almacenan las palabras clave relevantes en base de datos.
El interés del webmaster es optimizar la estructura de una web y el contenido de la misma, así como la utilización de diversas técnicas de linkbuilding, linkbaiting o contenidos virales, aumentando la notoriedad de la web, debido al aumento de menciones. El objetivo es aparecer en las posiciones más altas posibles de los resultados de búsqueda orgánica para una o varias palabras claves concretas.
La optimización se realiza en dos sentidos:
- Interna / On-page SEO: Mediante mejoras en el contenido. Mejoras técnicas en el código. Accesibilidad. Test A/B, etc.
- Externa / Off-page SEO: Se busca mejorar la notoriedad de la web mediante referencias a ella. Esto se logra fundamentalmente a través de enlaces naturales (tráfico de referencia) y redes sociales.

Los buscadores suelen mostrar resultados orgánicos o naturales en un área[cita requerida], a la par de resultados de pago. El posicionamiento en estas áreas de pago, requiere del pago de ciertos servicios especiales, como Google Ads o Microsoft Ad Center, y se conoce como marketing en motores de búsqueda (en inglés: search engine marketing, frecuentemente abreviado SEM).
El servicio de Google Ads se puede contratar por impresiones (número de veces que aparecerá nuestro anuncio para una determinada palabra clave) o por clics (número de veces que además de salir impreso nuestro anuncio, será visitado o clicado por el cliente).
En la siguiente imagen puede apreciarse de forma gráfica la diferencia entre el posicionamiento orgánico y pagado. En ella se señalan los resultados que muestra Google de forma natural y los resultados que muestra por anuncios de pago de Google Ads, que también son conocidos como SEM (Search Engine Marketing).

## Técnicas para mejorar el posicionamiento
Las actividades a desarrollarse involucran tanto cambios de programación, diseño y contenidos, las mismas alineadas a las directrices emitidas por los buscadores como buenas prácticas. Buscadores como Google y Bing han emitido lineamientos al respecto.
Se divide en posicionamiento interno y externo:

### Posicionamiento interno
Son mejoras que el desarrollador web puede aplicar sobre el sitio en cuanto al contenido, apariencia, accesibilidad, etc.
- Diseño web responsivo. Desde abril de 2015, en un nuevo cambio de algoritmo, se corre la voz[cita requerida] de que Google penalizará con un descenso considerable de posición en las SERP (Search Engine Results Page, páginas de resultados de búsqueda) a aquellos sitios web que carecen de adaptabilidad a dispositivos móviles.[16] Moz asegura que no es exactamente así y que aunque una web no sea responsive, de momento, no tiene por qué descender en el ranking.[cita requerida]
- Que la web pueda ser fácilmente rastreada por las arañas de los buscadores es el primer paso. Los ordenadores de los buscadores tienen que tener acceso a la página web para poder procesarla y mostrarla en los buscadores. Por esa razón, el crawl budget o crawl rate influye directamente en el posicionamiento: cuanto mayor es la frecuencia de rastreo de una web y más páginas rastrea, mejor es su posicionamiento. Este punto englobaría puntos en los que se especifica más abajo, como pueden ser dejar las páginas más accesibles, eliminar contenido duplicado, reparar errores 4xx, 5xx, 7xx, hacer las webs lo más ligeras posible para que el rastreador consuma menos recursos.
- Crear contenidos de calidad. Es común el dicho de: "el contenido es rey". Desde 2015, Google asigna cada vez más importancia a la llamada "experiencia web del usuario", siendo capaz de medirla en términos estadísticos siempre y cuando dicha web en concreto haya sido indexada por este buscador. La experiencia del usuario tiene relación, sobre todo, con la adaptabilidad a dispositivos móviles, el contenido, mencionado antes, la usabilidad y la velocidad del tiempo de carga, entre otros factores. Igualmente, la estructura de enlaces internos es clave para la usabilidad y la experiencia de usuario (UX, User eXperience).
- Realizar la estructuración y el diseño de una página web pensando en el posicionamiento, significa prestar atención a que sea funcional, fácil de acceder y que capte la atención del usuario.
- Crear títulos únicos y descripciones pertinentes del contenido de cada página. Cada página es una tarjeta de presentación para el buscador. Los títulos y descripciones son puntos de partida para la identificación de los términos relevantes a lo largo de la web por los buscadores. Las mejores prácticas recomiendan escribir títulos de entre 60 y 70 caracteres.
- Hacer la web lo más accesible posible: limitar contenido en Flash, frames o JavaScript. Este tipo de contenido no permite el rastreo o seguimiento de la información por parte del robot en las diferentes páginas o secciones. Para ellos son un espacio plano por el cual no se puede navegar.
- Enlazar internamente las páginas de nuestro sitio de manera ordenada y clara. Un «mapa del sitio web» en el código (tanto el de Google como uno presente en el sitio) permitirá dar paso al buscador por las diferentes secciones del sitio en forma ordenada, mejorando su visibilidad. Incluidos los archivos RSS que también pueden ser utilizados como sitemaps.
- Mejorar la experiencia del usuario con mejoras del diseño y disminución de las tasas de rebote.
- Alojar la web en un servidor fiable.
- Optimizar las URL, colocamos las palabras claves más importantes y significativas para la búsqueda. URL amigable o friendly URL.
- Instalar un certificado SSL y utilizar enlaces HTTPS en toda la página para enlaces internos y externos.
- Crear un diseño web limpio en publicidad y que entregue el contenido relevante en la mitad superior del sitio web.
- Actualizar la página con contenido original de calidad.
- Optimizar el tiempo de carga de una web para conseguir la reducción del ancho de banda, aumentar la tasa de conversión y mejorar la experiencia de usuario. (Web Performance Optimization o WPO)
- Utilizar un correcto etiquetado del sitio web:
  - Utilizar negrita o cursiva en los contenidos para las palabras clave que se pretenden posicionar.
  - Utilizar las etiquetas “meta” (description y title) con las palabras claves, elegidas estratégicamente con anterioridad. La etiqueta “meta title” es el factor on-page más importante para el posicionamiento, después del contenido general. La etiqueta “meta description” ofrece una explicación breve del contenido de una página y es normalmente utilizada por los buscadores para mostrar un breve resumen del contenido de la página en los resultados de búsqueda.
  - Utilizar las cabeceras h1, h2, h3, etc., para destacar términos importantes, o títulos. Se deberían usar palabras claves en las cabeceras.
- Utilización de HTML5 y sus diferentes secciones (encabezado, cuerpo), así como XHTML5, etc.
- Densidad de palabras claves: El número de veces que una palabra clave se repite dentro del texto debe estar entre el 1 % y el 4 %. Utilizar sinónimos para esas palabras claves, y hacerlo de forma natural.
- Utilización de CDN (redes de distribución de contenidos), tanto para la velocidad de carga como para la mejora de la experiencia de usuario en diferentes lugares del mundo.
- Etiquetas y migas de pan, por ejemplo, a través de un CMS.

### Posicionamiento externo
Son aquellas técnicas que se emplean para mejorar la notoriedad de la web en los medios en línea. Por norma general, se busca conseguir menciones en la red, en forma de enlace, de la web a optimizar.
- Conseguir que otras webs de temática relacionada enlacen con tu web. Para ello es interesante realizar una búsqueda para aquellos términos que consideras deberían llevar tráfico a tu web y estudiar cuáles de ellos tienen un contenido complementario. Si por ejemplo quieres posicionarte por el término "peluquería Madrid" puede ser interesante intentar conseguir backlinks de peluquerías de otras ciudades.
- Ahora mismo hay cientos de redes sociales, por ejemplo Hi5, Facebook y, Orkut, en las cuales poder participar y obtener visitas de nuestros nuevos «amigos». Para Google, la red social que mayor impacto tiene en el SEO es Google Plus, que ha tomado el lugar en importancia de Twitter y Facebook.[cita requerida]
- Darse de alta en directorios importantes como Dmoz y Yahoo!. Los directorios han perdido mucho interés en los buscadores pero siguen siendo un buen punto de partida para conseguir enlaces o un primer rastreo de tu web por los buscadores.[cita requerida] Ambas requieren de un filtro humano para su inclusión lo que asegura la calidad de las web añadidas, pero también ralentiza y dificulta su inclusión.
- Registrarse y participar en foros, de preferencia en foros temáticos relacionados con la actividad de su página web. La frecuente participación tiene que ir acompañado de aporte real y valioso como para ser tomado en cuenta como un usuario calificado, el detalle del éxito para conseguir visitas y aumentar el posicionamiento es el enlace hacia su página web presentado en su firma.[cita requerida]
- Escribir artículos en otros sitios web. Los artículos son un método muy poderoso para mejorar el posicionamiento y conseguir atraer visitas. Si puedes escribir unos artículos de un curso, de los trucos del día, la utilidad del producto de tu web.[cita requerida]
- Intercambiar contenido.
- Nombre del dominio, sin determinar a qué nivel de influencia sobre el posicionamiento.

## Rasgos de los algoritmos de búsqueda
Rasgos públicos: Entiéndase por estos a los que son de índole declarada por los administradores o creadores de dicho algoritmo, por ejemplo podemos saber que el algoritmo de Google tienes ciertos aspectos técnicos que penalizan ciertos accionares de los administradores web o redactores de contenido. Un ejemplo práctico es Google Panda, que tiene como principal objetivo eliminar contenido copiado, duplicado o irrelevante por ser considerado Spam Web también llamado Spam SEO. Google Penguin en cambio busca las características técnicas de las páginas web, como por ejemplo: tiempos de carga, optimización de imágenes, enlaces dañados etc. También vé un factor humano importante para el Seo como es porcentaje de rebote de una página web.
Rasgos privados: Son aquellos que son mantenidos en secretos por los creadores o administradores de dicho contenido, esto es para que una persona no pueda ver el algoritmo en su totalidad y trazar una estrategia fraudulenta de posicionamiento web.
Rasgos sospechados: Son aquellos rasgos secretos discernidos en la práctica misma de la actividad, los mismos no son de carácter oficial, pero al hacer la práctica de optimización de una página web para motores de búsqueda se ven ciertas características de estos algoritmos, por ejemplo se ha descubierto que a pesar de todo lo dicho por los creadores lo más importante para los algoritmos de búsqueda es la creación de contenido relevante, fresco y necesario.

## Linkbuilding
Linkbuilding o construcción de enlaces, es una técnica de SEO que consiste en conseguir que otras páginas web enlacen a la página que interesa que los buscadores consideren relevante y la posicionen mejor en sus rankings. La técnica puede hacerse de manera natural, cuando otras webs enlazan sin previo acuerdo por algún hecho o dicho, o bien de manera artificial, cuando se simula que los enlaces se han conseguido de manera natural.
Conseguir enlaces de forma artificial (linkbuilding) es una técnica que infringe las directrices para webmasters de Google. Está considerada una práctica "blackhat" y puede conllevar la pérdida de posiciones de una web por penalización por enlaces.
Esta se basa en el concepto de que uno de los factores que se incluyen dentro de la evaluación del ranking de una página es la cantidad de enlaces entrantes que tiene una página, concepto basado en el hecho de que el número de enlaces entrantes constituía uno de los factores evaluados en PageRank en 1999 por Google.
Las ventajas son:
- Posibilidad de medir la demanda y cantidad de personas que están buscando a través de una palabra clave.
- Efectividad del posicionamiento.
- Posicionamiento de la marca o branding.

### Técnicas
- Alta en directorios: consiste en dar de alta la web en diferentes directorios, ya sean generales o temáticos. Significa introducir los enlaces en directorios relevantes y escoger la categoría que mejor se adapte a la página. Desde 2013, Google no toma en cuenta los directorios,[cita requerida] lo que ha inutilizado esta estrategia.
- Directorios de artículos: consiste en escribir artículos para publicarlos en directorios que, a cambio del contenido, permiten incluir enlaces hacia una web.
- Bookmarking: se trata de guardar aquello que interesa posicionar en los buscadores en los diferentes webs de bookmarking.[aclaración requerida]
- Link baiting: es una de las técnicas más valorada por los buscadores pero una de las más difíciles de conseguir, ya que solo se consiguen cientos de enlaces a un artículo si este realmente aporta valor.
- Intercambio de enlaces: una buena forma de conseguir enlaces y una de las primeras que se empezaron a utilizar. También hay muchos tipos de intercambios y servicios.
- Compra de enlaces: Más efectiva que el intercambio de enlaces pero también más cara. Según la política oficial de Google esta forma de conseguir enlaces es penalizable.[cita requerida]
- Enlaces desde foros: Otra forma para construir enlaces es de foros, agregando el enlace (o link) desde la firma del foro.
- Otras técnicas: envío de enlaces a blogs, a redes sociales, escribir revisiones, notas de prensa, entre otros.

### Tiempo
En promedio 1.5 horas[cita requerida] se utiliza para realizar linkbuilding. Sin embargo, esto depende de la capacidad del proyecto, en todo caso se[¿quién?] recomienda siempre tener un comportamiento natural ya que el buscador/es pueden sospechar de estrategias black hat SEO utilizadas para obtener mayor cantidad de enlaces no-naturales en menor tiempo, lo que conlleva a una penalización por parte del buscador hacia la web que realiza estas técnicas.
Comentarios en artículos: otra forma, no menos importante, es la de generar backlinks desde comentarios de artículos, es también una de las formas más fáciles de conseguir enlaces. Google da prioridad a los enlaces que hay en los comentarios de alguna entrada,[cita requerida] y los reconoce como un backlink válido.[cita requerida] Los comentarios en artículos siempre son aprobados o rechazados por un webmaster.
Compra de enlaces: los enlaces de pago o bolsa de enlaces, son utilizados por gran cantidad de expertos en SEO y webmaster con el fin de ahorrarse tiempo buscando ellos mismos los enlaces hacia sus sitios. Muchos sitios en línea se dedican a la venta de enlaces con alto PageRank. Google por su parte considera esta técnica como black hat SEO también y por ende penaliza a quienes lo hacen.[cita requerida]

### Tipos de enlaces
Tipos de linkbuilding:
- Comentarios en blogs
- Firmas de perfil en foros
- Conseguir un enlace desde otro blog
- Intercambio de enlaces entre webmasters
- Compra de enlaces

## Posicionamiento y la evolución de los resultados de búsqueda
Algunas de estas nuevas tecnologías son:
Búsquedas universales
Desde mayo de 2017 las páginas de resultados de búsquedas muestran resultados combinando búsquedas orgánicas con imágenes, vídeos, blogs, resultados locales, comunicados de prensa, libros o productos. Esto es especialmente importante para el contenido vertical de un sitio web en un tema específico
Búsquedas personalizadas
Los distintos motores de búsqueda como Google, Yahoo, Yandex o Baidu, han lanzado varias características que permite a los buscadores la facilidad de mostrar contenido relacionado con las acciones anteriores del usuario en el buscador. Cada usuario con el tiempo irá mejorando su perfil de búsqueda personalizada, donde los enlaces y páginas visitados irán adquiriendo más importancia que los no visitados.
Esto en cierta manera, dificulta el posicionamiento tradicional, ya que es muy complicado predecir los gustos personales de cada usuario y dificulta el averiguar que está viendo realmente el usuario en su pantalla.
Los resultados también vienen condicionados por la localización de la búsqueda, es común encontrárselo por su término inglés, geotargeting, enfocado a las búsquedas locales o nacionales, que son una parte muy significativa del tráfico. Su función es ofrecer resultados específicos del país o de la ciudad del usuario.
Búsquedas en tiempo real
Esta característica provee la facilidad de enlazar los resultados de una búsqueda con sitios web que proveen contenido en tiempo real, desde Twitter, Myspace o Facebook. Es probable que la lista que provea los contenidos de tiempo real crezca con el tiempo a medida que se incorporen diferente fuentes y acuerdos.
Los buscadores, permiten seleccionar el contenido creado en función de su fecha, con lo que el más reciente, dependiendo del tema, puede generar más tráfico.
Búsquedas sociales
Aparece en las búsquedas finales del 2009 y provee en las páginas de resultados de búsqueda contenido proveniente de las redes sociales que han sido suscritos en el perfil de usuario. Estos contenidos solo son obtenidos de la red de contactos que un usuario posee en la red social relevantes con las palabras claves usadas en la búsqueda. Actualmente Google lo incorpora como Google+, y su vinculación más importante con el SEO es Google Authorship.
Búsquedas locales
El posicionamiento se busca a través de referencias sólidas tanto locales como nacionales, que permitan a los diferentes buscadores, determinar la localización exacta de esa web, para que estos puedan ofrecer los resultados locales correctos los usuarios locales o nacionales.
Sobre este punto cabe destacar las recomendaciones de Google en relación a la internacionalización de las páginas web.

## Posicionamiento en Google
A medida que avanza la comprensión de los que los usuarios desean encontrar en el buscador y lo que los webmasters ofrecen, Google ha ido actualizando su algoritmo a lo largo del tiempo, lo que a su vez ha podido afectar al posicionamiento de todos los sitios en Internet sea cual sea su temática o sector.

### 2013
Google ha llevado a cabo algunos cambios en la documentación de ayuda para los webmasters, especialmente en lo que a ranking se refiere. Hasta el 27 de mayo de 2013 decía:

In general, webmasters can improve the rank of their sites by increasing the number of high-quality sites that link to their pages.
En general, los webmasters pueden mejorar el ranking de sus sitios aumentando el número de sitios de alta calidad que enlazan en sus páginas.

Tras los cambios, pasó a decir:

In general, webmasters can improve the rank of their sites by creating high-quality sites that users will want to use and share.
En general, los webmasters pueden mejorar el ranking de sus sitios creando sitios de alta calidad que los usuarios quieran utilizar y compartir.

Este cambio es consistente con lo que Google quiere de los administradores de sitios web: menos linkbuilding y más calidad, y toma en cuenta el factor de interacción de las personas con el contenido propio de cada página. Dentro de estos factores destacan: el tiempo de permanencia en el sitio web, el porcentaje de rebote, los comentarios que se realizan en la página, y las veces que se comparten en las redes sociales. Cabe mencionar las herramientas proporcionadas por Google y Bing, etc., como Herramientas de Webmaster de Google y Google Analytics (gratuita y de pago).

### 2014
El 20 de mayo de 2014 Google actualizó el algoritmo de su buscador, específicamente el «Panda» a Panda 4.0 con lo que empresas reconocidas del sector como: PRWeb.com, BusinessWire.com, etc., vieron reducidas sus posiciones en el buscador debido a la actualización mencionada.

### 2016
En 2016 Google incorpora el proyecto AMP o páginas aceleradas móviles. Es una iniciativa open source con objetivo de que el usuario acceda al contenido de una manera más rápida y sencilla, de manera casi instantánea, evitando demoras en la carga de los sitios web. Implementar AMP en un portal tiene un impacto positivo en el posicionamiento web para búsquedas móviles.  El 4 de noviembre de 2016 Google mediante un comunicado oficial indicó que indexaría los contenidos dando prioridad a las webs para móviles frente a las desktop, por lo que la utilización de AMP también afecta los resultados para las búsquedas en desktop.

### 2021
En 2021 toma gran fuerza la búsqueda mediante la voz gracias a productos como Google Home, Alexa y los teléfonos inteligentes. Los usuarios se familiarizan con realizar búsquedas a través del audio. El SEO no solamente se realiza en texto o imágenes sino también se tiene en cuenta los vídeos y los podcasts.

### 2024
En mayo de 2024, Google anunció el lanzamiento global de las llamadas AI Overviews (o "vistas creadas con IA") en su buscador. Estas vistas, impulsadas por un modelo personalizado de la familia Gemini, permiten a los usuarios obtener respuestas generadas por inteligencia artificial directamente desde los resultados de búsqueda, sin necesidad de visitar varios sitios para recopilar información. Inicialmente activadas de forma experimental en Search Labs, estas funcionalidades comenzaron a implementarse de forma general para usuarios en Estados Unidos, con una expansión prevista a más de mil millones de personas para finales de año.
Las AI Overviews resumen la información sobre una consulta compleja, proporcionando además enlaces relevantes para profundizar en el tema. Google ha indicado que los usuarios que interactúan con estas vistas tienden a explorar una mayor diversidad de fuentes, y que los clics sobre los enlaces sugeridos por la IA son de mayor calidad, lo que implica más tiempo de permanencia en los sitios enlazados.
Desde el punto de vista del SEO, Google ha señalado que no es necesario realizar optimizaciones específicas para aparecer en las vistas creadas con IA, pero sí es imprescindible seguir las prácticas recomendadas generales de posicionamiento, como disponer de contenido indexable, relevante y técnicamente accesible. Aun así, el despliegue de esta funcionalidad ha generado debate en la comunidad de editores web, al afectar el modelo tradicional de visibilidad y tráfico orgánico en las SERP.